# 前557年
| 千纪： | 前1千纪 |
| 世纪： | 前7世纪 \| 前6世纪 \| 前5世纪 |
| 年代： | 前580年代 \| 前570年代 \| 前560年代 \| 前550年代 \| 前540年代 \| 前530年代 \| 前520年代 |
| 年份： | 前562年 \| 前561年 \| 前560年 \| 前559年 \| 前558年 \| 前557年 \| 前556年 \| 前555年 \| 前554年 \| 前553年 \| 前552年                                                                          |
| 纪年： | 周灵王十五年 魯襄公十六年 齐灵公二十五年 晋平公元年 秦景公二十年 宋平公十九年 楚康王三年 卫殇公二年 陈哀公十二年 蔡景侯三十五年 曹成公二十一年 郑简公九年 燕武公十七年 吴王诸樊四年 杞孝公十年 |

## 大事記
- 春，楚國附庸許靈公是派人出使晉國，請求遷都到晉國控制地區內，得到晉平公允許。但是許靈公背楚附晉的做法，遭到許國大夫的反對，北遷沒有成功。
- 夏，晉中軍將荀偃率軍會同鄭國鄭簡公、子蟜、魯國叔老、衛國寧殖等率領軍隊南下攻許。進至許地函氏（今河南葉縣北）後，荀偃辭退諸侯軍隊，獨率晉軍南下攻打楚國，以報復前561年冬楚國、秦國攻宋國楊梁之戰。楚康王派遣大夫公子格領兵北上迎敵。兩軍發生湛阪之戰，楚軍大敗。晉軍乘勝南進，到達楚國北部重鎮方城（今河南葉縣南）以北一帶，回師經過許國返回晉國。
- 齊國進攻魯國北部邊境，秋季，齊靈公包圍成地，孟莊子攔擊齊軍。孟莊子就堵塞了海陘險道然後回去。